# 102
Cette page concerne l'année 102  du calendrier julien. Pour l'année 102 av. J.-C., voir 102 av. J.-C. Pour le nombre 102, voir 102 (nombre).
L'année 102 est une année commune qui commence un samedi.

## Événements
- Été, Guerres daciques : reprise de l'offensive romaine dans la Dacie méridionale. Trajan progresse en Dacie par la vallée de l’Olt, prenant à revers la capitale Sarmizegetusa[1].

- Automne : Décébale est contraint à la paix. Il préserve son pouvoir et la majeure partie de son royaume. Il reçoit le titre d’allié du peuple romain mais doit raser ses fortifications, livrer ses machines et accepter la présence d’une garnison romaine dans sa capitale. Le Banat est annexé à la Mésie[1].

- 10 décembre : Trajan, de retour à Rome, reçoit le titre de Dacique et les honneurs du triomphe le 31[2].

- Ayant organisé les territoires du bassin du Tarim, le général chinois Ban Chao se retire à Luoyang pour mourir peu après[3].

## Décès en 102
- Ban Chao, général chinois conquérant du bassin du Tarim.